# しおかつお
しおかつお（潮鰹、塩鰹）は静岡県西伊豆町で作られる伝統的な保存食。カツオを丸ごと塩に漬け込んで乾燥させた保存食である。

## 概要
しおかつおは鰹節の誕生以前には一般的だったカツオの保存食である。
一説では、1300年以上昔から日本各地で作られていたと言われており、江戸時代には庶民の食として一般的に食されていた。しかし、半永久的に保存が可能な鰹節と比べれば、しおかつおの賞味期間は短く、また塩気も強すぎるため、次第に日本各地から姿を消していったが、西伊豆町の田子港は昭和初期までは日本有数のカツオの水揚げ量を誇っていたこともあって、伝統食として受け継がれており、正月飾りとしても使われている。
地元鰹節製造業・カネサ鰹節商店の5代目・芹沢安久、水産加工品製造業・三角屋水産の専務・中島和彦、同副社長・中島繁の3人が地域おこしを目的として2008年に「西伊豆しおかつお研究会」を設立し、しおかつおのPR活動、イベント出展などを行った。
2014年にはイタリアでもプロモーションを行っており、「ワインと合う」と好評であった。

## 製造方法
冬の初めに獲れたカツオから内臓を取り除き、丸ごと2週間塩漬けする。その後、3週間かけて西風にさらし、水分を抜く。

## 歴史
天平5年（733年）に「堅魚」（干したカツオ）を朝廷に送った旨の記述がある木簡が平城京跡から出土しており、これが最も古いしおかつおの文献となる。当時のしおかつおは税として朝廷に納める重要な品であった。
鎌倉時代の文献には干しカツオの料理が紹介されている。
室町時代になると、乾燥させるだけでなく「いぶす」工程が入り、これが現在の鰹節になって行く。

## 料理

### しおかつお茶漬け
丼に白粥を盛り、しおかつおのふりかけ、削った田子節を乗せ、海苔とネギをちらす。

### 西伊豆しおかつおうどん
西伊豆しおかつおうどんは、西伊豆しおかつお研究会が考案したご当地グルメ。
焼いてほぐしたしおかつお、しおかつおのふりかけ、なまり節、田子節、薬味のネギと温泉卵を乗せたつゆの無いまぜうどんである。
温泉卵は西伊豆町が「夕陽日本一」をうたうことから、夕陽を模しており、ネギは山の緑を表している。